# 轉法輪日
轉法輪日，是上座部佛教的節日，在印度曆一月(公曆7月)月圓之日進行，它在印尼，柬埔寨，泰國，斯里蘭卡，老撾，緬甸和有上座部佛教人口的國家慶祝。在印尼，節日集中在中爪哇的孟都寺和婆羅浮屠寺。
這一天是上座部佛教最重要的節日之一，慶祝佛陀的第一次佈道，即“鹿野苑佈道”，他在佈道中向他的五位前同伴闡述了他開悟後得到的教義。這第一次關鍵講道，通常被稱為「初轉法輪」，是佛教徒在四聖諦概括的教義：眾生皆有苦（dukkha）;苦是由渴望（tanha）引起的;有一種超越痛苦和渴望的狀態（涅槃）;最後，通往涅槃的道路是八正道。佛教的所有不同流派和傳統都認同著四聖諦的中心教義。
在許多佛教國家，在西方文化的影響下，轉法輪日已經成為官方的休息日。